# من برده تو هستم
«من برده توام» (به انگلیسی: I'm a Slave 4 U) یک تک‌آهنگ از بریتنی اسپیرز است که در ۱۵ اکتبر ۲۰۰۱ منتشر شد. این تک‌آهنگ در آلبوم بریتنی قرار داشت.
این تک‌آهنگ در چارت‌های امریکا در رتبه اول و در چارت‌های ایتالیا، والونیا، فرانسه، ایرلند، ، نروژ، استرالیا، آلمان، اسپانیا، دانمارک، فنلاند، سوئد، فلاندرز، سوئیس، اتریش، بریتانیا جزو ده ترانه اول قرار گرفت.